# AFC-Vierjahreswertung
Die AFC-Vierjahreswertung (offiziell: AFC Club Competitions Ranking) ist eine von der Asian Football Confederation (AFC) aufgestellte Rangliste. Sie dient der Ermittlung der Anzahl der Fußball-Asienpokal-Startplätze der einzelnen Landesverbände.

## Geschichte
Nachdem an der Spielzeit 2002/03 des nun als AFC Champions League bezeichneten Wettbewerbs noch Mannschaften aus allen Ländern teilnehmen konnten, führte die Asian Football Confederation (AFC) 2004 und 2005 stückweise eine grobe Unterteilung der Verbände in drei Gruppen ein. Die stärkeren Verbände spielten fortan in der Champions League, die mittleren im AFC Cup und die schwächsten im AFC President’s Cup. Mit dem Plan Vision Asia, wollte man auf den sehr uneinheitlichen Entwicklungsstand der nationalen Verbände reagieren.
Für die Saison 2009 der Champions League wurde das sogenannte AFC Final Assessment Ranking eingeführt, dass anders als die heutige Vierjahreswertung nicht die sportlichen Erfolge, sondern die organisatorischen und infrastrukturellen Aspekte der höchsten Liga des jeweiligen Verbandes in den Mittelpunkt stellte. Es wurden unter anderem jeweils Punkte für die Organisation, die Zuschauerzahlen und die Stadien vergeben; die höchstmögliche Punktzahl lag bei 500. Die dabei vergebenen Punkte waren zum Teil aber nicht nachvollziehbar. Später wurde das Maximum an Startplätzen auf ein Drittel der Gesamtzahl der Vereine der ersten Liga begrenzt. Die Verbände, die den so ermittelten Teilnahmekriterien für die Champions League nicht entsprachen, wobei es auch zu Ausnahmen kam, erhielten Startplätze im AFC Cup. In den nachfolgenden Jahren wurden die Kriterien der Champions League und teilweise des AFC Cups mehrmals verändert und verschärft, weiterhin dem Plan Vision Asia folgend.
Eine erstmals an den sportlichen Erfolgen der letzten vier Jahre orientierte Wertung wurde schließlich im Januar 2014 für die nächste Spielzeit unter der Bezeichnung AFC MA Ranking (MA für Member Associations) beschlossen. Der AFC President’s Cup wurde aufgegeben und mit dem AFC Cup zusammengelegt, während die Teilnehmeranzahl der Champions League auf höchstens 24 Verbände erhöht wurde. In das Ranking gingen in den ersten Jahren noch teilweise die Position in der FIFA-Weltrangliste ein.
Im November 2016 wurde eine umfassende Änderung an der Vierjahreswertung, die nun offiziell AFC Club Competitions Ranking heißt, vorgestellt. So sollen nach einer vierjährigen Übergangszeit ab 2021 nur noch die Erfolge der Vereinsmannschaften in die Wertung einfließen. Im Zuge dieser Änderung werden die Mannschaften im AFC Cup nicht mehr nach zwei, sondern nach fünf Regionen, die den fünf Regionalverbänden der AFC entsprechen, aufgeteilt. Damit sollen mehr Mannschaften die Möglichkeit zur Teilnahme bekommen.
Für die Verteilung der Startplätze in den neuen Wettbewerben der Saison 2024/25 wurde das Ranking für 2022 rückwirkend auf acht Jahre berechnet. Wobei das Jahr 2022 mit dem Faktor 1 eingeht, 2021 mit Faktor 0,9 bis runter zum Jahr 2014 mit Faktor 0,3.

## Berechnung
Die Vierjahreswertung setzte sich bis 2019 aus zwei Komponenten zusammen, die jeweils zu 90 und 10 Prozent (2015 und 2016 waren es noch 70 und 30 Prozent) gewichtet wurden. Die 90 Prozent machten dabei den Erfolg der Vereinsmannschaften des jeweiligen Verbandes in den Wettbewerben der AFC, also Siege, Unentschieden und das Erreichen bestimmter Spielrunden, aus. Die restlichen 10 Prozent bezogen die Erfolge der Nationalmannschaft anhand ihrer Punkte in der FIFA-Weltrangliste mit ein.
Die AFC-Punkte werden für alle Vereine eines Landesverbandes addiert und durch die Anzahl der teilnehmenden Vereine des Verbandes an der Gruppenphase dividiert. Das Ergebnis wird – wenn nötig – auf die dritte Nachkommastelle gerundet. Der Verband mit der höchsten so ermittelten Gesamtpunktzahl erhält automatisch 90 Wertungspunkte (früher 70), die nachfolgenden Verbände jeweils gemäß ihrer eigenen Punktzahl proportional weniger. Die FIFA-Wertungspunkte werden auf die gleiche Weise bestimmt. Der Verband mit der höchsten Punktzahl in der FIFA-Weltrangliste erhält automatisch 10 Wertungspunkte (früher 30), die nachfolgenden Verbände jeweils gemäß ihrer eigenen Punktzahl proportional weniger.
Zum Schluss werden die beiden Werte zusammengerechnet und ergeben damit den Koeffizienten. Diese Koeffizienten werden über vier Spielzeiten addiert und ermitteln so die Vierjahreswertung.
Die Punkte werden wie folgt an die Verbände vergeben:
Champions League
- 0,3 Punkte je Verein für die Teilnahme an der Quali (seit 2017)
- 0,3 Punkte pro Sieg (außer durch Elfmeterschießen), 0,15 Punkte pro Unentschieden in der Quali (seit 2017)
- 3 Punkte pro Sieg, 1 Punkt pro Unentschieden
- 3 Punkte pro Verein für das Erreichen einer weiteren Spielrunde nach der Gruppenphase

AFC Cup
- 0,1 Punkte je Verein für die Teilnahme an der Quali (seit 2017)
- 0,1 Punkte pro Sieg (außer durch Elfmeterschießen), 0,05 Punkte pro Unentschieden in der Quali (seit 2017)
- 1 Punkt pro Sieg, 1/3 Punkt pro Unentschieden
- 1 Punkt pro Verein für das Erreichen einer weiteren Spielrunde nach der Gruppenphase
- 1,6 Punkte pro Sieg, 1,6/3 pro Unentschieden in der Finalrunde für Vereine der West-, Zentral-, Süd- und Ostregion (seit 2017)
- 0,89 Punkte pro Sieg, 0,89/3 pro Unentschieden in der Finalrunde für Vereine der Südostregion (seit 2017)

## Rangliste 2019
Die am Ende der Saison 2019 aufgestellte Rangliste gilt für die Spielzeiten 2021 und 2022. Da wegen der Corona-Pandemie der AFC Cup 2020 abgebrochen werden musste, wurde Ende 2020 keine neue Rangliste aufgestellt.
| Rang | Rang | Verband            | 2016 (CL, Cup) | 2017 (CL, Cup) | 2018 (CL, Cup) | 2019 (CL, Cup) | Gesamt | Wertung |
| 2019 | 2018 | Verband            | 2016 (CL, Cup) | 2017 (CL, Cup) | 2018 (CL, Cup) | 2019 (CL, Cup) | Gesamt | Wertung |
| ---- | ---- | ------------------ | -------------- | -------------- | -------------- | -------------- | ------ | ------- |
| 01.  | 02.  | China              | 14,750         | 24,567         | 16,200         | 17,350         | 72,867 | 100,000 |
| 02.  | 01.  | Katar              | 22,000         | 13,400         | 19,850         | 15,900         | 71,150 | 097,644 |
| 03.  | 05.  | Japan              | 10,500         | 21,850         | 13,850         | 21,800         | 68,000 | 093,321 |
| 04.  | 07.  | Saudi-Arabien      | 09,500         | 18,600         | 10,000         | 26,350         | 64,450 | 088,449 |
| 05.  | 03.  | Südkorea           | 20,750         | 09,950         | 18,350         | 13,600         | 62,650 | 085,979 |
| 06.  | 06.  | Iran               | 13,000         | 16,200         | 18,850         | 11,500         | 59,550 | 081,724 |
| 07.  | 04.  | Ver. Arab. Emirate | 18,000         | 11,350         | 08,100         | 07,633         | 45,083 | 061,870 |
| 08.  | 08.  | Thailand           | 01,000         | 15,050         | 16,200         | 05,050         | 37,300 | 051,189 |
| 09.  | 10.  | Irak               | 09,833         | 08,933         | 08,633         | 08,300         | 35,699 | 048,992 |
| 10.  | 11.  | Usbekistan         | 09,750         | 05,050         | 09,400         | 09,000         | 33,200 | 045,562 |
| 11.  | 09.  | Australien         | 14,000         | 05,900         | 07,300         | 02,600         | 29,800 | 040,896 |
| 12.  | 15.  | Jordanien          | 04,167         | 04,900         | 07,633         | 07,967         | 24,667 | 033,852 |
| 13.  | 16.  | Philippinen        | 04,667         | 08,120         | 05,843         | 04,782         | 23,412 | 032,130 |
| 14.  | 25.  | Nordkorea          |                | 03,433         | 07,433         | 11,067         | 21,933 | 030,100 |
| 15.  | 14.  | Indien             | 07,667         | 06,250         | 04,417         | 03,217         | 21,551 | 029,576 |
| 16.  | 21.  | Vietnam            | 04,000         | 02,800         | 03,267         | 10,752         | 20,819 | 028,571 |
| 17.  | 12.  | Tadschikistan      | 00,333         | 12,900         | 04,433         | 03,000         | 20,666 | 028,361 |
| 18.  | 13.  | Malaysia           | 07,167         | 04,395         | 03,633         | 04,450         | 19,645 | 026,960 |
| 19.  | 20.  | Singapur           | 04,500         | 05,183         | 05,617         | 04,133         | 19,388 | 026,607 |
| 20.  | 19.  | Turkmenistan       | 02,000         | 04,483         | 07,853         | 05,267         | 19,333 | 026,532 |
| 21.  | 24.  | Libanon            | 06,333         | 00,833         | 03,933         | 06,933         | 18,032 | 024,746 |
| 22.  | 17.  | Syrien             | 05,333         | 05,933         | 02,000         | 03,133         | 16,399 | 022,505 |
| 23.  | 18.  | Hongkong           | 05,833         | 01,750         | 03,300         | 03,650         | 14,533 | 019,945 |
| 24.  | 22.  | Bahrain            | 05,333         | 03,467         | 01,633         | 02,500         | 12,933 | 017,749 |
| 25.  | 33.  | Bangladesch        | 01,000         | 01,333         | 01,433         | 06,933         | 10,699 | 014,683 |
| 26.  | 23.  | Malediven          | 01,333         | 04,300         | 04,300         |                | 09,933 | 013,632 |
| 27.  | 26.  | Myanmar            | 02,333         | 01,300         | 04,062         | 01,600         | 09,295 | 012,756 |
| 28.  | 27.  | Indonesien         |                |                | 04,100         | 05,045         | 09,145 | 012,550 |
| 29.  | 29.  | Oman               | 01,000         | 02,200         | 01,583         | 01,433         | 06,216 | 008,531 |
| 30.  | 30.  | Palästina          | 02,000         | 00,200         | 00,150         | 02,967         | 05,317 | 007,297 |
| 31.  | 32.  | Kambodscha         |                | 01,683         | 02,250         | 01,000         | 04,933 | 006,770 |
| 32.  | 31.  | Macau              | 00,000         |                | 04,000         |                | 04,000 | 005,489 |
| 33.  | 35.  | Kirgisistan        | 00,000         | 01,400         | 00,150         | 02,433         | 03,983 | 005,466 |
| 34.  | 28.  | Kuwait             |                |                |                | 03,433         | 03,433 | 004,711 |
| 35.  | 34.  | Laos               | 01,000         | 00,150         | 00,150         | 00,333         | 01,633 | 002,241 |
| 36.  | 42.  | Nepal              |                |                |                | 00,667         | 00,667 | 000,915 |
| 37.  | 38.  | Sri Lanka          |                | 00,100         |                | 00,350         | 00,450 | 000,618 |
| 38.  | 36.  | Bhutan             | 00,000         | 00,150         | 00,150         | 00,100         | 00,400 | 000,549 |
| 39.  | 40.  | Chinese Taipei     |                |                | 00,000         | 00,333         | 00,333 | 000,457 |
| 40.  | 39.  | Mongolei           | 00,000         | 00,000         | 00,100         | 00,100         | 00,200 | 000,274 |
| 41.  | 38.  | Afghanistan        |                |                | 00,150         |                | 00,150 | 000,206 |
| 42.  | 37.  | Jemen              | 00,000         |                |                |                | 00,000 | 000,000 |
| 43.  | 44.  | Brunei             |                |                |                |                | 00,000 | 000,000 |
| 44.  | 45.  | Osttimor           |                |                |                |                | 00,000 | 000,000 |
| 45.  | 42.  | Guam               |                |                |                |                | 00,000 | 000,000 |
| 46.  | 46.  | Pakistan           | 00,000         |                |                |                | 00,000 | 000,000 |

## Verteilung der Startplätze
Beide Wettbewerbe werden bis zum Finale bzw. bis zum Interregional-Halbfinale nach Regionen getrennt ausgetragen. In der Champions League werden die fünf Regionalverbände zu zwei Regionen (West und Ost) zusammengefasst. So gehören zur Westregion die Mitglieder der West Asian Football Federation (WAFF), der Central Asian Football Association (CAFA) und der South Asian Football Federation (SAFF) und zur Ostregion die Mitglieder der ASEAN Football Federation (AFF) und der East Asian Football Federation (EAFF). Im AFC Cup stellt jeder dieser Regionalverbände eine eigene Region dar. Wenn nötig werden von dieser Einteilung auch Ausnahmen gemacht und einzelne Verbände einer anderen Region zugeordnet.
Die Gesamtrangliste wird zu diesem Zweck nach Region aufgeteilt und die Zugangsliste anhand dieser ermittelt. Dadurch kann es dazu kommen, dass einige Verbände in ihrer Region „besser“ gesetzt sind, als eigentlich vor ihnen stehende Verbände in anderen Regionen. So nimmt Singapur (Platz 27 insgesamt und Platz 12 der Ostregion) 2018 noch an der Qualifikation zur Champions League teil, während der Oman (Platz 22 insgesamt und Platz 13 der Westregion) nur im AFC Cup spielt.
| Rang   | Startplätze | Startplätze |
| Rang   | Gruppe      | Quali       |
| ------ | ----------- | ----------- |
| 1–2    | 3           | 1           |
| 3–4    | 2           | 2           |
| 5      | 1           | 2           |
| 6      | 1           | 1           |
| 7–12   | 0           | 1           |
| Gesamt | 12          | 9+6         |

| Rang   | Startplätze | Startplätze |
| Rang   | Gruppe      | Quali       |
| ------ | ----------- | ----------- |
| 1–3    | 2           | 0           |
| 4–6    | 1           | 1           |
| 5–12   | 0           | 1           |
| Gesamt | 9           | 3+6         |

| Rang   | Startplätze | Startplätze |
| Rang   | Gruppe      | Quali       |
| ------ | ----------- | ----------- |
| 1–3    | 1           | 1           |
| 4–10   | 0           | 1           |
| Gesamt | 3           | 3+7         |

## Rangliste der Führenden
Seit der Gründung 2014 gab es fünf asiatische Ligen, die die Spitzenposition einnehmen konnten. Die folgende Tabelle zeigt, in welchem Zeitraum sich welche Liga auf Platz 1 der Wertung befand.
| Zeitraum  | Liga                      | Jahre |
| --------- | ------------------------- | ----- |
| 2014–2016 | K League 1                | 3     |
| 2017      | UAE Arabian Gulf League   | 1     |
| 2018      | Qatar Stars League        | 1     |
| 2019–2020 | Chinese Super League      | 2     |
| 2021–2024 | Saudi Professional League | 4     |

| Rang | Liga                      | Jahre | Zeitraum  |
| ---- | ------------------------- | ----- | --------- |
| 1.   | Saudi Professional League | 4     | 2021–2024 |
| 2.   | K League 1                | 3     | 2014–2016 |
| 3.   | Chinese Super League      | 2     | 2019–2020 |
| 4.   | UAE Arabian Gulf League   | 1     | 2017      |
|      | Qatar Stars League        | 1     | 2018      |